# Parque nacional de Doi Pha Hom Pok
El parque nacional de Doi Pha Hom Pok  (en tailandés: อุทยานแห่งชาติดอยผ้าห่มปก), en el pasado llamado parque nacional de Mae Phang, es un área protegida que se encuentra en la provincia de Chiang Mai, en el norte de Tailandia. Tiene una superficie de 524 kilómetros cuadrados y fue creado en el año 2000.